# Parapsyche spinata
Parapsyche spinata là một loài Trichoptera trong họ Hydropsychidae. Chúng phân bố ở miền Tân bắc.